# オール・アイヴ・ゴット・トゥ・ドゥ
「オール・アイヴ・ゴット・トゥ・ドゥ」（All I've Got to Do）は、ビートルズの楽曲である。1963年に発売された2作目のイギリス盤公式オリジナル・アルバム『ウィズ・ザ・ビートルズ』に収録され、アメリカでは1964年に発売された『ミート・ザ・ビートルズ』に収録された。レノン＝マッカートニー名義となっているが、ジョン・レノンによって書かれた楽曲。デニス・アルストランドは、本作を「ロックンロールやロック・ミュージックにおいて、ベーシストがコードを演奏して曲の重要な部分を担った初の例」としている。

## 背景
レノンは「またスモーキー・ロビンソンみたいな曲を作ろうとしたんだ」と語っており、音楽評論家のイアン・マクドナルドはミラクルズの「ディペンド・オン・ミー」と音楽面と歌詞の両方で比較した。ビートルズの伝記作家のボブ・スピッツはこの曲を「落ち着きがなく憂鬱で、気まぐれ」と評し、シュレルズの「ベイビー・イッツ・ユー」やドリフターズの初期の作品と比較している。
「オール・アイヴ・ゴット・トゥ・ドゥ」は、レノンが『ウィズ・ザ・ビートルズ』のために書いた3曲のうちの1つで、他には「イット・ウォント・ビー・ロング」や「ナット・ア・セカンド・タイム」がある。本作はアメリカ市場を意識して書かれており、作曲された当時、電話機はイギリスよりも大西洋の西側で普及していた。1980年の『プレイボーイ』誌のインタビューで、レノンは「僕は人生で1度も女の子に電話を掛けたことがなかった。なぜなら電話はイングランドの子供にとって生活の一部ではなかったから」と語っている。

## レコーディング
「オール・アイヴ・ゴット・トゥ・ドゥ」は、1963年9月11日の1回のセッションで、オーバー・ダビングに使用されたテイク15を含む14テイクで録音され、マスターテイクにはテイク15が採用された。9月30日にモノラル・ミックス、10月29日にステレオ・ミックスが作成された。
音楽ジャーナリストのスティーヴ・ターナーは、本作を1961年に作られた楽曲と主張しているが、マクドナルドはこれに反論するかたちで「ビートルズのライブのレパートリーに含まれておらず、14テイクのうち8テイクが不完全であったのは、バンドがこの曲に慣れていなかったからだ」と述べている。

## リリース・評価
「オール・アイヴ・ゴット・トゥ・ドゥ」は、イギリスでは『ウィズ・ザ・ビートルズ』の収録曲として発売され、同作にはミラクルズの「ユーヴ・リアリー・ゴッタ・ホールド・オン・ミー」のカバー・バージョンも収録されている。アメリカではキャピトル編集盤『ミート・ザ・ビートルズ』の収録曲として発売された。
『オールミュージック』のスティーヴン・トマス・アールワインは、「甘いバラード」「とてもゴージャス」と評している。

## クレジット
※出典
- ジョン・レノン - リード・ボーカル、リズムギター
- ポール・マッカートニー - バッキング・ボーカル、ベース
- ジョージ・ハリスン - バッキング・ボーカル、リードギター
- リンゴ・スター - ドラム

## カバー・バージョン
- トクシック・オーディオ（英語版） - 2002年に発売されたトリビュート・アルバム『Come Together: An A Cappella Tribute to the Beatles』に収録[17]。
- ペテル・リパ（英語版） - 2003年に発売されたアルバム『Beatles in Blue(s)』に収録[18]。
- スミザリーンズ（英語版） - 2007年に発売されたトリビュート・アルバム『Meet the Smithereens!』に収録[19]。

またTHE GOGGLESは、本作のパロディ曲「All I Have To Do（本来ならDo）」を発表している。